# 100欧元纸币
一百欧元纸币（€100）是第三大面额及第三大尺寸（147乘82毫米）的欧元纸币，自2002年欧元（以现金形式）面世以来开始流通。共有25国使用欧元作其单一货币（23国有法律地位），覆盖约3.43亿人口。
一百欧元纸币有绿色色调，并描绘有巴洛克和洛可可风格（17至18世纪之间）的桥梁和拱门／门道。此外，该纸币还有多项复杂的安全特点以确保真实，如水印、隐形油墨、全息投影和微缩印刷等。截至2024年7月，约有39.87亿张一百欧元纸币在欧元区之间流通。
为打擊大量假钞的问题，第二版一百欧元纸币与二百欧元纸币于2019年5月28日起发行。

## 历史
欧元设立于1999年，并在当时开始成为欧洲逾3亿人口使用的货币。但在面世的头三年中，它以一种无形货币存在，只用於会计工作。欧元现金直至2002年1月1日才正式出台，它取代了欧元区内12国的国家纸币及硬币，如法国法郎及比塞塔。
此后，斯洛文尼亚于2007年、塞浦路斯和马耳他于2008年、斯洛伐克于2009年、爱沙尼亚于2011年、拉脱维亚于2014年、立陶宛于2015年以及克罗地亚于2023年亦先后加入欧元区。截至2024年7月，欧洲已有约3.43亿人口日常使用一百欧元纸币，并且有25国将欧元作其单一货币（23国有法律地位）。

### 转型期
原有币种的纸币及硬币可於2002年1月1日至2002年2月28日兑换成欧元，转型期历时约2个月。本国货币停止作为法定货币的官方日期因各成员国而异。最早是德国的德国马克于2001年12月31日正式终止法定货币地位，尽管兑换期长达2个月以上。而即使是在旧货币终止法定货币地位后，它们仍继续为各国央行所受理，期限从十年至永久不等。

### 变化
纸币在2003年11月前印有欧洲中央银行首任行长维姆·德伊森贝赫的签名，并在2003年11月1日由让－克洛德·特里谢所接替，后者的签名一直生效至2012年3月。2012年3月之后发行的纸币则印有欧洲中央银行第三任行长，即现任者马里奥·德拉基的签名。
两个版本的欧元纸币正同时流通。欧洲央行将在适当时候公布第一版纸币何时失去法定货币地位。
截至2012年6月，原版次的纸币已无法反映欧洲联盟扩大至27个成员国的事实，其中塞浦路斯由于地图未及向东延伸而无法描绘在纸币中；此外缺少的还有马耳他，这是因为它无法满足当前版次中所能描绘的最小尺寸。第二版次的纸币现已发行，采用了新的生产和防伪技术，但样式设计将采用与原版次一致的主题和色调，以桥梁及门廊为主。无论如何，它们仍然可被识别为新版次。

## 设计
一百欧元纸币的尺寸为147毫米（5.8英寸）乘82毫米（3.2英寸），并采用绿色的配色方案。所有欧元纸币的正面都描绘有7个不同历史时期的欧洲风格窗户和拱门，象征着欧洲的开放和合作。代表欧盟12个初始成员国的12颗星星则象征着当代欧洲的活力和融洽。背面图案中，描述了7个不同历史时期的欧洲风格桥梁及欧洲地图，寓意欧盟各国及欧盟与全世界的紧密合作和交流；其中一百欧元纸币展示的是巴洛克及洛可可时期（17至18世纪之间）。虽然罗伯特·卡利纳的初始设计旨在展现真实的纪念物，但出于政治原因，桥梁和艺术作品仅仅是某一建筑时代的假想范例。
如同所有的欧元纸币，一百欧元纸币包含有面额、欧盟旗帜、欧洲央行行长的签名和以不同欧盟语言标示的银行缩写、欧盟领土的描绘、欧盟旗帜中的星星以及如下所示的多项安全特征。

### 安全特征（第一版）
100欧元纸币主要有以下几項防伪特征：
纸質

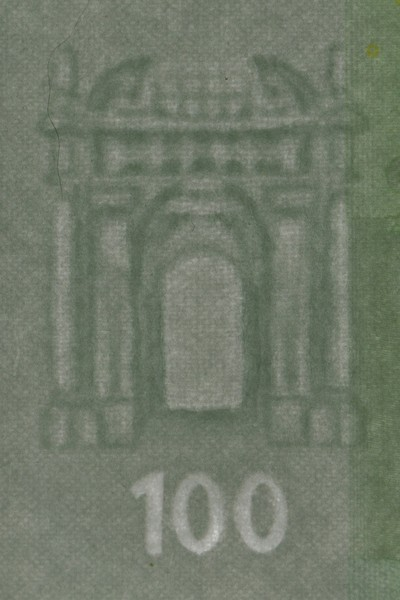
100欧元纸币的防伪水印

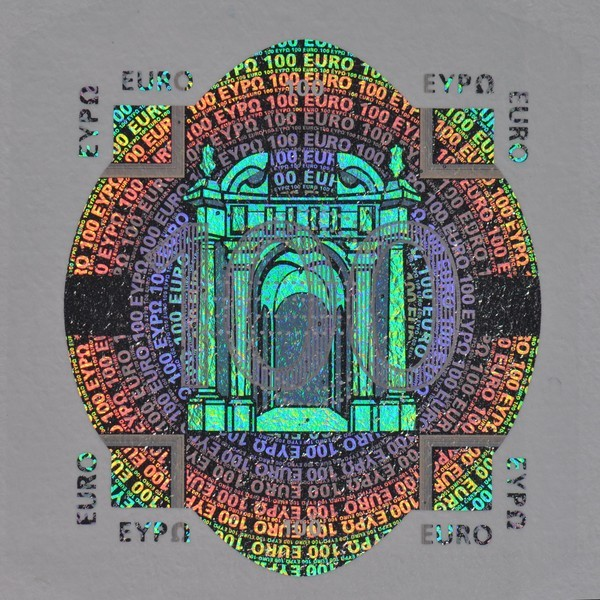
100欧元纸币的全息图

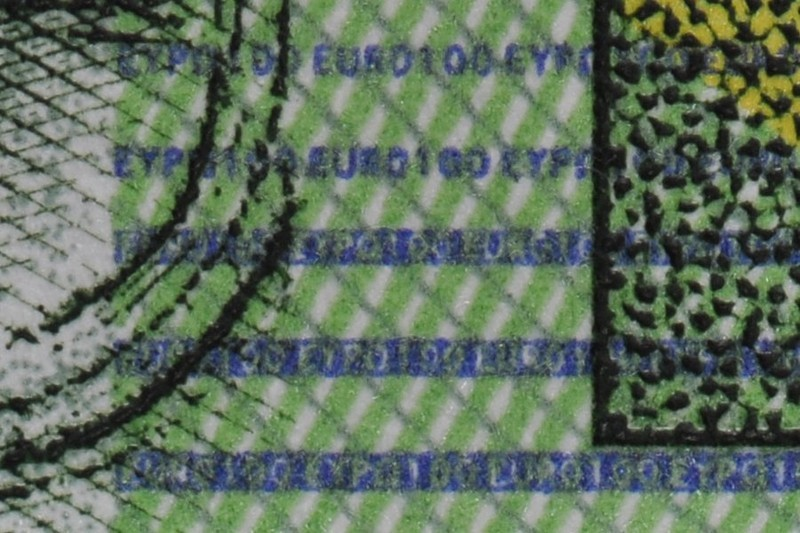
100欧元纸币的微缩印刷

- 专用纸张：印刷欧元用的印钞纸主要是由棉、麻纤维抄造而成。纸质坚韧、挺度和耐磨性好，长期流通不松散、不起毛、不断裂。感觉清脆而坚韧，但不松软或光滑[21]。
- 荧光纤维：欧元纸币在印制欧元的纸张中随机加入了荧光纤维，它们在纸上的位置不固定，在日光下与天然的棉、麻纤维并无区别，但在紫外线照射下有明显的荧光反应，呈现出红、黄、蓝三色[21]。
- 防伪水印：欧元纸币均采用了黑、白水印组合的方式，即与每一票面主景图案相同的门窗图案黑水印及面额数字白水印，且都位于纸币正面的左侧中部。100欧元的黑水印与正面右侧的建筑物基本相同，其正下方中部有面额数字“100”的白水印。另外，在该水印图案的右侧，有纵向排列的呈条码状水印，从左到右按白、黑相间的顺序排列7条，即4条白水印，3条黑水印，长度均为35毫米，宽度分别为3毫米、2毫米、3毫米、5毫米、3毫米、2毫米、3毫米[21]。
- 安全线：欧元纸币中的安全线属于植入式安全线，是在造纸过程中抄纸时抄入纸内形成，宽度均为1毫米。安全线呈黑色并有磁性，通过磁性监测仪时有磁性反应。另外，线内还有镂空透明的微缩面额数字和欧元的拉丁文字母，且面额数字一大一小，前面大、后面小，中间为欧洲中央银行的英文缩写，正反相间。这种带有微缩文字的安全线是扁平的聚酯线，透光可见，却无法用复印机复制[21]。

油墨
- 磁性油墨：欧元纸币的安全线均为磁性油墨印制，油墨含四氧化三铁而带磁性，通过磁性监测仪时有磁性反应[21]。
- 荧光油墨（英语：Invisible ink）：欧元纸币的正面左上角的欧盟旗帜，在可见光的照射下为蓝色，中央有环绕成圆形的12颗黄色星星；在紫外线的照射下欧盟旗帜则变为黄色，12颗星星则变为红色。欧洲央行行长的签名在可见光下为蓝色，紫外光下则变为红色。此外，100欧元正面用黄色油墨印刷的位于1点至11点位置的星星，在紫外线的照射下变为红色；位于中间偏左位置的用黄色油墨印刷的小圆圈，在紫外线的照射下变为红色。背面除号码、右上角的对印图案和右下角的面额数字外，其余用绿色油墨印刷的图案在紫外线的照射下变为黄色[21]。
- 光变油墨：100欧元纸币背面的右下角有使用衍射光变油墨平版印刷的紫色面额数字。从正面看为紫色，从侧面看则为橄榄绿色或黑色[21]。

印刷版型
- 平版印刷：平版用来印制底纹等背景图案和文字。正面左上的的双面对印面额数字、欧盟旗帜、背景图案，背面的背景图案、左上角的双面对印面额数字、右下角的面额数字等，均为平版印刷[21]。
- 凸版印刷：凸版用来印制纸币的号码。欧元纸币的号码都印刷在纸币的背面，位于左下角和右上角的两个部位，且呈横向从左到右排列。右上角的号码为黑色，左下角的号码与背面主色调相近，但颜色略深[21]。
- 凹版印刷：凹版用来印刷纸币的主要图案、文字等。欧元纸币正面的面额数字、门窗图案、欧洲央行缩写及盲文识别标志均是采用雕刻凹版印刷，手指轻触有明显的凹凸感[21]。
- 微缩印刷[2]，票面的多个区域都有微缩印刷，例如正面（欧元的希腊语字符）的内部。微缩文字锐度高而不模糊[23]。

印刷裁切
- 双面对印：欧元正面左上角和背面右上角都有与其面额对应局部面额数字，对光检验时，可以看到正面、背面的图案完全构成一个完整的面额数字。100欧元正面、背面均为绿色[21]。
- 隐形文字：100欧元纸币背面左下角有一尺寸为42.5毫米乘24毫米用灰色油墨印刷的矩形图案中有用隐形文字印刷的和字样，共5行[21]。
- 全息图案：100欧元正面的右下角烫印有激光全息薄膜块，变化角度观察可以看到明亮的主景图案和面额数字。全息图案呈橄榄球状（长径18毫米，短径16毫米），四周有4个边长为2毫米的正方形；背景是由微缩文字和相间构成的同心圆。透光检验时，可看到该激光全息图案的中心由激光穿孔而成的齿孔构成的欧元符号，其上、下位于长径的两端各有一个面额数字“100”。四周围绕的4个正方形的外边框由和相间构成，且不透明。在激光全息图案的中心部位图案是由空心的面额数字“100”、纸币正面的主景图案“拱门”和由齿孔构成的欧元符号套叠而成[21]。
- 圆圈星座[2]；特殊印刷工艺使欧元纸币有独特质感[2]。

### 安全特征（第二版）
第二版一百欧元纸币由纯棉纤维制成，这不仅提高了它们的耐用性，还赋予了纸币独特的触感。打印机代码位于星星的9点钟方向右侧。

## 流通及法律
截至2024年7月，欧元区共有三十九亿八千六百五十二万四千一百七十一张€100现钞在流通，意味着€100纸币合共约值3986亿5241万7100欧元。欧洲中央银行会密切监控欧元纸币和硬币的库存及流通。这是欧元体系的任务，以确保欧元纸币供应高效和顺畅，并保持其完整。
就法律角度而言，无论是欧洲中央银行或是欧元区各国的中央银行都有发行七种不同面额的欧元纸币的权利。但在实践中，仅区内的国家中央银行实际发行和撤回欧元纸币。欧洲中央银行不设现金办事处，也不涉及任何现金操作。

## 追踪
欧洲还有些大多数来自EuroBillTracker的网民社群为了尽可能了解更多張纸币主要从何处游历至何处、通常在何处流动等传播细节，并生成在哪国更頻密流動等统计数据和排名，而作为业余爱好记录经手的欧元纸币之轨迹，以追踪和了解其去向和曾经游历的地点。截至2011年10月，EuroBillTracker已登记了逾9600万纸币，价值超过18.76亿欧元。